# Historia de Portland (Maine)

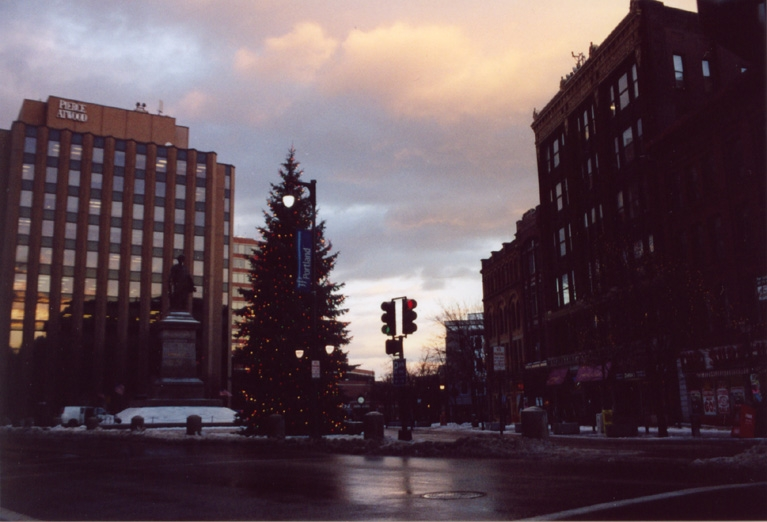
Monument Square

La historia de Portland, la ciudad más poblada del estado de Maine (Estados Unidos), comienza cuando los algonquinos que originalmente habitaban la península llamaban al área Machigonne, que significa "gran cuello". Se extiende al reciente renacimiento cultural y económico de la ciudad.

## Nativos
Hay evidencia de presencia de nativos en Maine desde el 11 000 a. C. En el momento del contacto europeo en el siglo XVI, la gente de habla algonquina habitaba la actual Portland. El explorador francés Samuel de Champlain identificó a estas personas como los "almouchiquois", una entidad política que se extiende desde el río Androscoggin hasta Cape Ann y culturalmente distinta de sus vecinos Wampanoag y Abenaki. Según dijo John Smith en 1614, un grupo semiautónomo llamado "aucocisco" habitaba "el fondo de una bahía grande y profunda, llena de muchas islas grandes". Esta bahía más tarde se conocería como Casco Bay e incluiría el futuro sitio de Portland.
Una combinación de guerra y enfermedad diezmó a los pueblos nativos en los años anteriores a la colonización inglesa, creando una "zona destrozada" de devastación e inestabilidad política en lo que se convertiría en el sur de Maine. La introducción de mercancías europeas en el siglo XVI interrumpió las relaciones comerciales nativas de larga data en el noreste. Alrededor de 1607, los micmacs comenzaron a asaltar a sus vecinos del sur desde el golfo de Maine hasta Massachusetts en un esfuerzo por arrinconar el lucrativo comercio de pieles y monopolizar el acceso a los productos europeos. La llegada de patógenos extranjeros solo sirvió para agravar la violencia en la región. Una pandemia particularmente notoria entre 1614 y 1620 devastó a la población de la costa de Nueva Inglaterra con tasas de mortalidad superiores al 90 por ciento. En este entorno caótico, grupos como los almouchiquois desaparecen del registro histórico, ya que probablemente fueron desplazados o incorporados a otras tribus. Sin embargo, las comunidades nativas más grandes mantuvieron una presencia en el área de Casco Bay hasta la Guerra del Rey Jorge en los años 1740. La derrota militar francesa y la creciente migración de colonos ingleses al área principalmente desde el sur de Nueva Inglaterra impulsaron a la mayoría de los nativos americanos a emigrar hacia la protección de Nueva Francia, o más arriba en la costa donde permanecen hoy.

## Asentamiento europeo

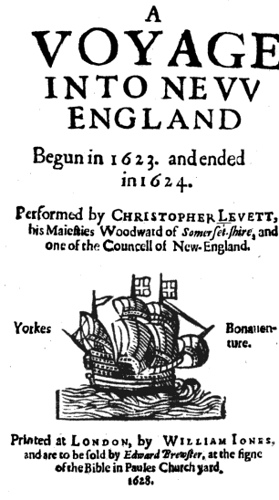
Un viaje a Nueva Inglaterra, escrito por el capitán Christopher Levett para estimular el interés en la colonia de Maine

El primer europeo en intentar un asentamiento fue Christopher Levett, un capitán naval inglés al que se le concedieron 24 km²  en 1623 para fundar un asentamiento permanente en Casco Bay. Levett propuso nombrarlo York en honor a York, su ciudad nayal en Inglaterra. Miembro del Consejo de Plymouth para Nueva Inglaterra y agente de Ferdinando Gorges, regresó a Inglaterra y escribió un libro sobre su viaje, con la esperanza de generar apoyo para el acuerdo. Pero sus esfuerzos generaron poco interés y Levett nunca regresó a Maine. Navegó a la colonia de la bahía de Massachusetts en 1630 para consultar con el gobernador John Winthrop, pero murió durante el viaje de regreso a Inglaterra. No se sabe qué pasó con los hombres que dejó en Machigonne. Fort Levett, construido en 1894 en Cushing Island en el puerto de Portland, lleva su nombre.
El siguiente asentamiento (y el primero permanente) se produjo en 1633 cuando George Cleeve y Richard Tucker establecieron un pueblo de pesca y comercio. El pueblo pasó entonces a llamarse Casco. En 1658, la Colonia de la Bahía de Massachusetts tomó el control del área, cambiando su nombre nuevamente, esta vez a Falmouth por la ciudad inglesa de Falmouth, el sitio de una importante victoria parlamentaria en la Revolución inglesa. Un obelisco al final de la calle Congress, donde se encuentra con Eastern Promenade, conmemora los cuatro nombres históricos de Portland.

### Incursión en Portland (1676)
En 1676, el pueblo fue completamente destruido por el pueblo abenaki durante la Guerra del Rey Felipe. Cuando los colonos ingleses regresaron en 1678, erigieron Fort Loyal en India Street para protegerse de futuros ataques.

### Batalla de Falmouth (1690)

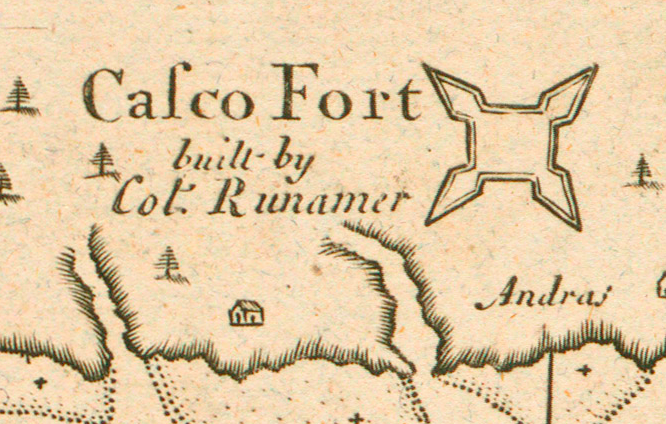
Fort Casco, Portland, Maine construido por Wolfgang William Romer. Mapa de Cyprian Southack

El pueblo fue nuevamente destruido en 1690 durante la Guerra del Rey Guillermo por una fuerza combinada de 400-500 franceses e indios en la Batalla de Falmouth. La península de Portland estuvo desierta durante más de diez años después del ataque. Massachusetts construyó otro fuerte al norte del río Presumpscot en el actual Falmouth llamado Fort New Casco en 1698. Fort New Casco fue defendido con éxito durante la Campaña de la Costa Noreste (1703) de la Guerra de la Reina Ana. Fort Loyal en el inicio de la calle India se usó durante la Guerra del Rey Jorge y luego se reparó durante la Guerra Francesa e India en 1755.

### Guerra de Independencia
El 18 de octubre de 1775, la comunidad fue destruida una vez más, bombardeada durante 9 horas durante la Guerra de Independencia por el HMS Canceaux de la Royal Navy bajo el mando del teniente Henry Mowat. El incendio de Falmouth dejó tres cuartas partes de la ciudad en cenizas, y sus ciudadanos se comprometieron con la independencia. Cuando se reconstruyó, el centro de la comunidad se trasladó de India Street a donde se encuentra hoy el distrito de Old Port.

## Centro de comercio

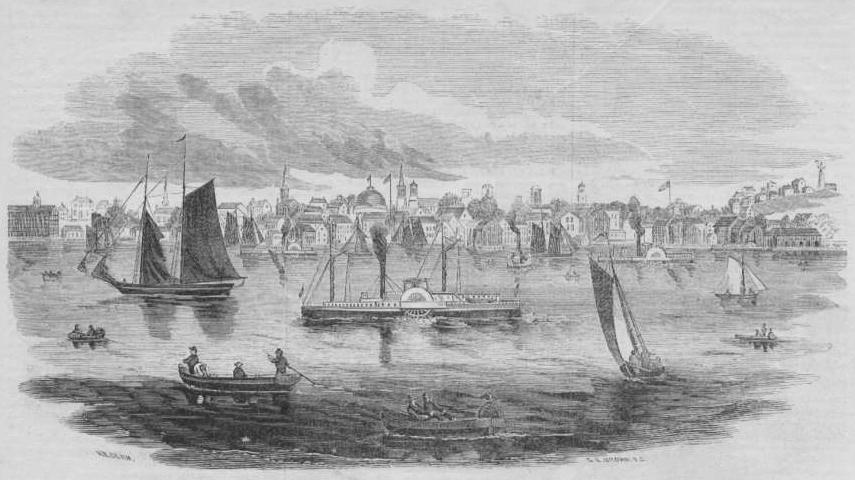
Portland desde el puerto en 1853

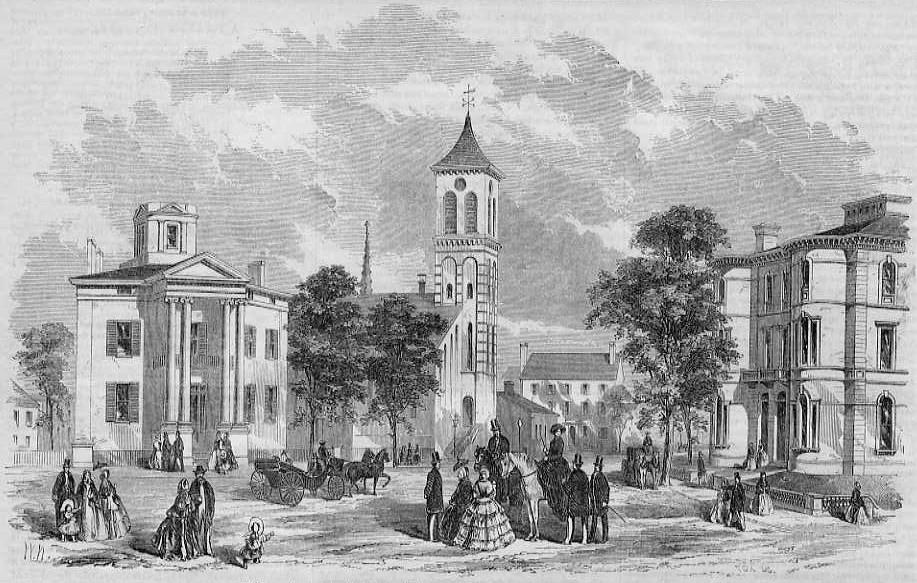
Calles Free y Congress en 1857

Después de la guerra, una sección de Falmouth llamada The Neck se desarrolló como puerto comercial y comenzó a crecer rápidamente como centro de envío. En 1786, los ciudadanos de Falmouth formaron una ciudad separada en Falmouth Neck y la llamaron Portland. La economía de Portland estuvo muy estresada por la Ley de Embargo de 1807 (prohibición de comerciar con los británicos), que terminó en 1809, y la Guerra de 1812, que terminó en 1815. En 1820, Maine se convirtió en estado y Portland fue seleccionada como su capital. La Casa de Reuniones Abisinia, la tercera Casa de Reuniones fundada por los freeborn, fue fundada en 1828 en la calle Newbury en el East End. En 1832, la capital se trasladó a Augusta.
En 1851, Maine lideró la nación al aprobar la primera ley estatal que prohibía la venta de alcohol excepto para "fines medicinales, mecánicos o de fabricación". Posteriormente, la ley se conoció como la ley de Maine, ya que 18 estados siguieron rápidamente la iniciativa. Portland fue un centro de protestas contra la ley, y las protestas culminaron el 2 de junio de 1855 en Portland Rum Riot. Entre 1000 y 3000 personas opuestas a la ley se reunieron porque Neal S. Dow, el alcalde de Portland y líder de la Sociedad de Templanza de Maine, había autorizado un envío de 1600 dólares de "alcohol medicinal y mecánico". Los manifestantes creían, falsamente, que este envío era para uso privado. Cuando los manifestantes no lograron dispersarse, Dow ordenó a la milicia que disparara. Un hombre murió y siete resultaron heridos. Tras el resultado de Portland Rum Riot, la ley de Maine fue derogada en 1856.
El canal Cumberland y Oxford extendió el comercio marítimo desde el puerto de Portland hasta los lagos Sebago y Long en 1832. Portland se convirtió en el principal puerto marítimo de invierno libre de hielo para las exportaciones canadienses tras la finalización del Grand Trunk Railway a Montreal en 1853. La principal terminal ferroviaria de pasajeros de la ciudad, Union Station, se inauguró en 1888. En el siglo XIX, The Portland Company fabricó más de 600 locomotoras de vapor. Portland se convirtió en un centro ferroviario del siglo XX cuando cinco líneas ferroviarias adicionales se fusionaron en Portland Terminal Company en 1911. El tráfico de exportación canadiense se desvió de Portland a Halifax tras la nacionalización del sistema Grand Trunk en 1923; y los rompehielos del siglo XX permitieron más tarde que los barcos llegaran a Montreal durante el invierno.

## Capital regional cosmopolita

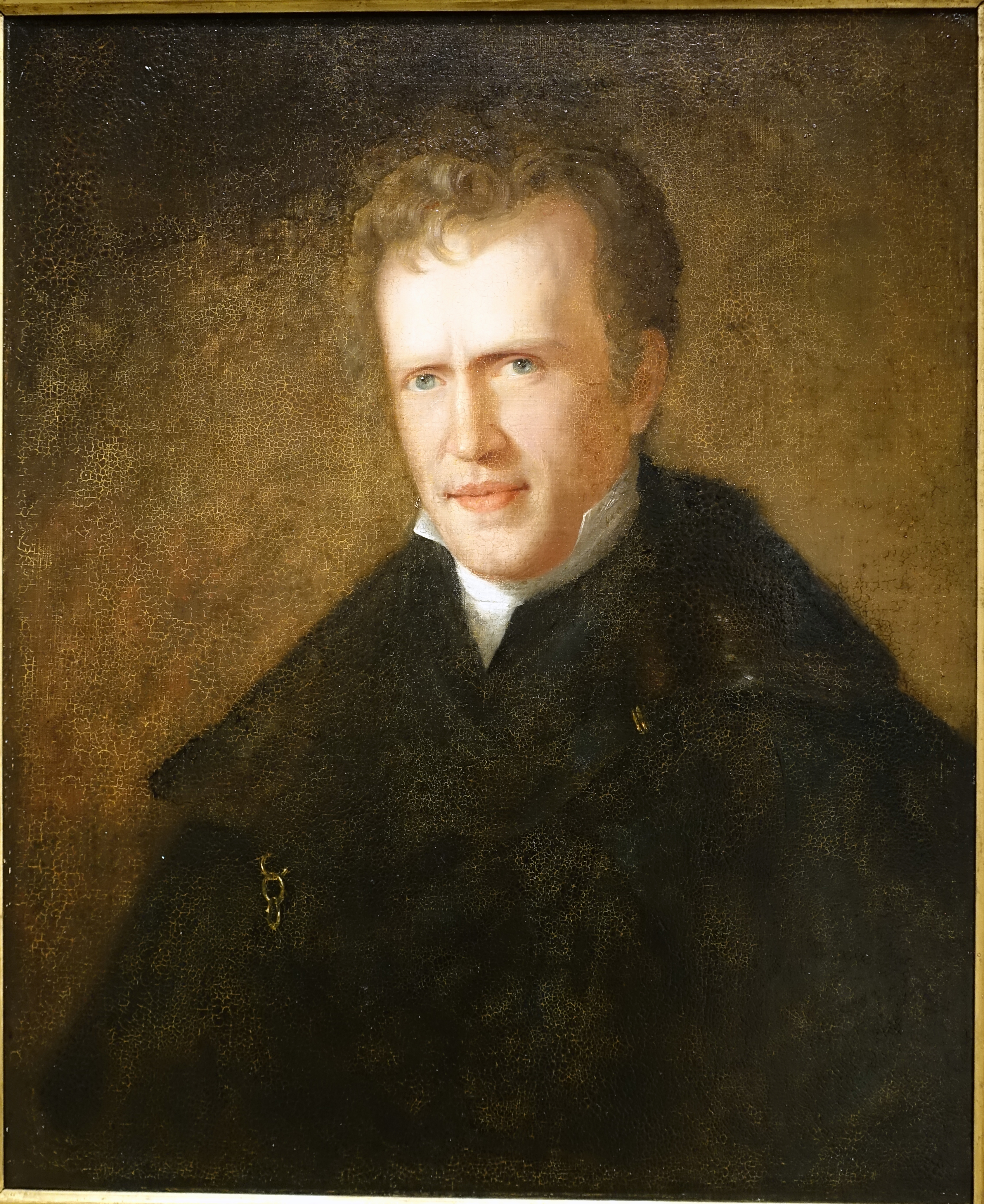
El escritor y crítico John Neal

El período de mayor prominencia cosmopolita de Portland fue en las primeras cuatro décadas del siglo XIX, cuando la ciudad era "un rival, y no un satélite de Boston o Nueva York". En ese período, Henry Wadsworth Longfellow comenzó como un joven poeta y John Neal ocupó una posición central en la conducción de la literatura estadounidense hacia su gran renacimiento, habiendo fundado el primer periódico literario de Maine, The Yankee, en 1828. Otras figuras literarias o artísticas notables que comenzaron o estaban en su mejor momento en ese período incluyen a Grenville Mellen, Nathaniel Parker Willis, Seba Smith, Elizabeth Oakes Smith, Benjamin Paul Akers, Charles Codman, Franklin Simmons, John Rollin Tilton y Harrison Bird.

## El Gran Incendio y la reconstrucción

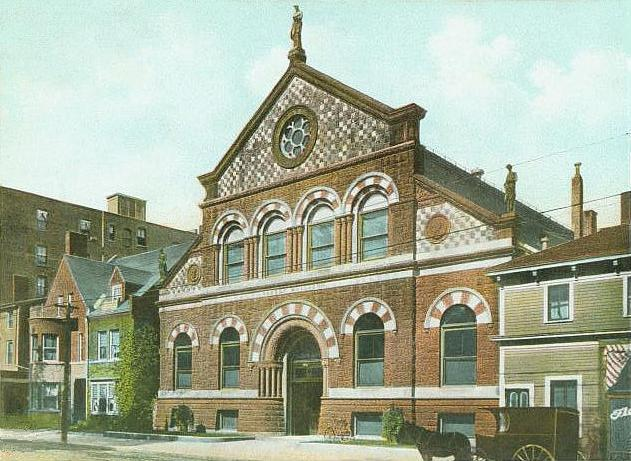
Antigua Biblioteca Pública c. 1905 (ahora el edificio Baxter, la agencia VIA)

El Gran Incendio del 4 de julio de 1866, iniciado durante la celebración del Día de la Independencia, destruyó la mayoría de los edificios comerciales de la ciudad, la mitad de las iglesias y cientos de viviendas. Más de 10 000 personas quedaron sin hogar. Después de este incendio, Portland fue reconstruida con ladrillos y adquirió un aspecto victoriano. Los ciudadanos prósperos comenzaron a construir mansiones en el elegante West End.
La calidad y el estilo de la arquitectura en Portland se debe en gran parte a la sucesión de arquitectos conocidos del siglo XIX que trabajaron en la ciudad. Alexander Parris llegó alrededor de 1800 y dotó a Portland de numerosos edificios de estilo federal, aunque algunos se perdieron en el incendio de 1866. Charles A. Alexander diseñó numerosas mansiones victorianas. Henry Rowe se especializó en cabañas góticas. George M. Harding diseñó muchos de los edificios comerciales en el Puerto Viejo de Portland, así como edificios residenciales ornamentados. Alrededor del cambio de siglo, Frederick A. Tompson también diseñó muchos de los edificios residenciales de la ciudad.
Pero, con mucho, los arquitectos más influyentes y prolíficos del área del West End fueron Francis H. Fassett y John Calvin Stevens. Fassett recibió el encargo de construir el edificio del Hospital General de Maine (ahora un ala del Centro Médico de Maine) y la Iglesia Williston West, así como muchas otras iglesias, escuelas, edificios comerciales, edificios de apartamentos, residencias privadas y su propia casa dúplex en Pine. Calle. Desde principios de los años 1880 hasta los años 1930, Stevens trabajó en una amplia gama de estilos, desde el estilo Reina Ana y el neorrománico popular al comienzo de su carrera hasta el estilo Misión de los años 1920, pero el arquitecto es más conocido por sus esfuerzos pioneros en el estilos Shingle y neocolonial británico, ejemplos de los cuales abundan en esta área.
Entre 1895 y 1896, los tranvías eléctricos reemplazaron a los carruajes tirados por caballos como el principal método de transporte hacia Portland y sus alrededores. Una huelga de una semana interrumpió el transporte a partir del 12 de julio de 1916 y duró hasta el 17 de julio. Los trabajadores, con el amplio apoyo de la comunidad, ganaron el reconocimiento sindical y otras mejoras.

## Segunda Guerra Mundial
Casco Bay se convirtió en la base de destructores Sail cuando la Marina comenzó a escoltar los convoyes HX, SC y ON de la Batalla del Atlántico. El barco nodriza USS Denebola (AD-12) prestó servicios de reparación en Portland desde el 12 de septiembre de 1941 hasta el 5 de julio de 1944. Escoltas de convoyes tan grandes como acorazados utilizaron el gran fondeadero protegido adyacente a buenas instalaciones ferroviarias para la entrega de suministros. Los marineros con licencia en tierra disfrutaron de las oportunidades recreativas de Portland, y las aguas de la costa eran adecuadas para la práctica de artillería. 

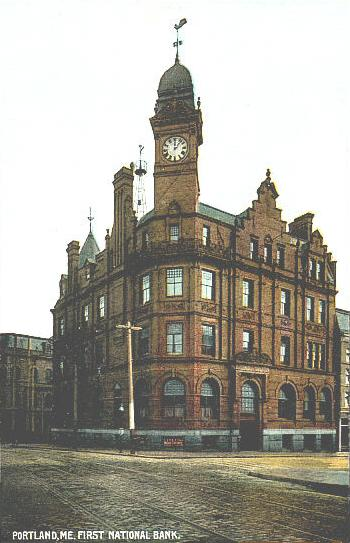
First National Bank, en la esquina de las calles Middle y Exchange, c. 1910

La construcción de las instalaciones comenzó en el verano de 1941, y finalmente incluyó una oficina de correos de la flota, un dispensario naval, una oficina de rutas de la Marina, una oficina de la Sociedad de Socorro de la Marina, una oficina de emisión de publicaciones registradas, un director del puerto, un puesto de control de la entrada del puerto de Portland y un depósito de la Comisión Marítima., y sede de las secciones de Portland de la fuerza de defensa local naval y la patrulla costera. Había una estación de reclutamiento de la Marina, una estación de inducción de las fuerzas armadas y un centro de entrenamiento naval. El buscador de dirección de radio y el entrenamiento LORAN estaban en la estación de señales de la flota; y la estación de recepción naval incluía escuelas para oficiales de comunicaciones de destructores y huelguistas de señaleros, operadores de radio e intendentes. 
Los muelles no utilizados adyacentes al patio de Grand Trunk Railway se convirtieron en instalaciones de entrenamiento para el centro de información de combate (CIC), vigías visuales nocturnos, reconocimiento de superficie y aeronaves, operadores de radar de control de búsqueda y fuego, detección de artillería, ametralladoras, defensa antiaérea y guerra antisubmarina. Little Chebeague Island se utilizó para una escuela de bomberos; y los oficiales de control de torpedos fueron entrenados cerca del muelle de suministro de la marina, el anexo de combustible naval y la base de hidroaviones de la Instalación Aérea Auxiliar Naval (NAAF) de Casco Bay construida en Long Island.

## Decadencia y renacimiento
La construcción del Maine Mall, un centro comercial cubierto en el suburbio de South Portland durante los años 1970, tuvo un efecto significativo en el centro de Portland. Los grandes almacenes y otras franquicias importantes, muchas de ellas en las calles Congress o Free, se mudaron al centro comercial o cerraron. Esta fue una bendición a medias para los lugareños, pues condujo a una serie de cierres. Los residentes tuvieron que salir de la ciudad para buscar ciertos productos y servicios que ya no estaban disponibles en la península.
En la actualidad el antiguo puerto marítimo está atrayendo residentes e inversiones. Debido al énfasis del gobierno de la ciudad en la preservación, se ha restaurado gran parte de la opulenta arquitectura victoriana. En 1982 el área fue inscrita en el Registro Nacional de Lugares Históricos. En las encuestas de estilo de vida moderno, a menudo se la cita como una de las mejores ciudades pequeñas de Estados Unidos para vivir.
Portland está experimentando actualmente un auge de la construcción, aunque más controlado y conservador que el de los años 1980. En los últimos años, la calle Congress se ha convertido en el hogar de más tiendas y restaurantes, impulsada por la expansión del Maine College of Art y la conversión de edificios de oficinas en condominios de lujo. Se está produciendo un rápido desarrollo en el vecindario industrial de Bayside, así como en Ocean Gateway junto al puerto en la base de Munjoy Hill.

## Postales históricas

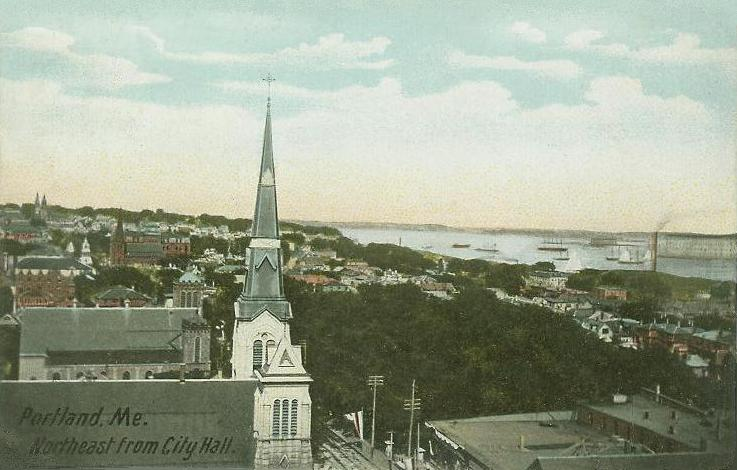
Noreste del Ayuntamiento c. 1910
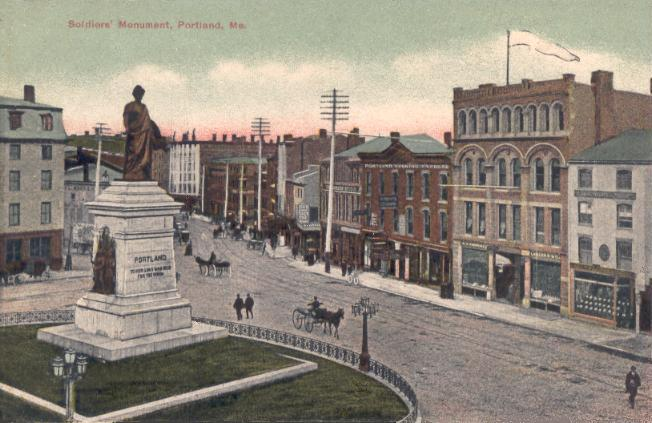
Monument Square c. 1908
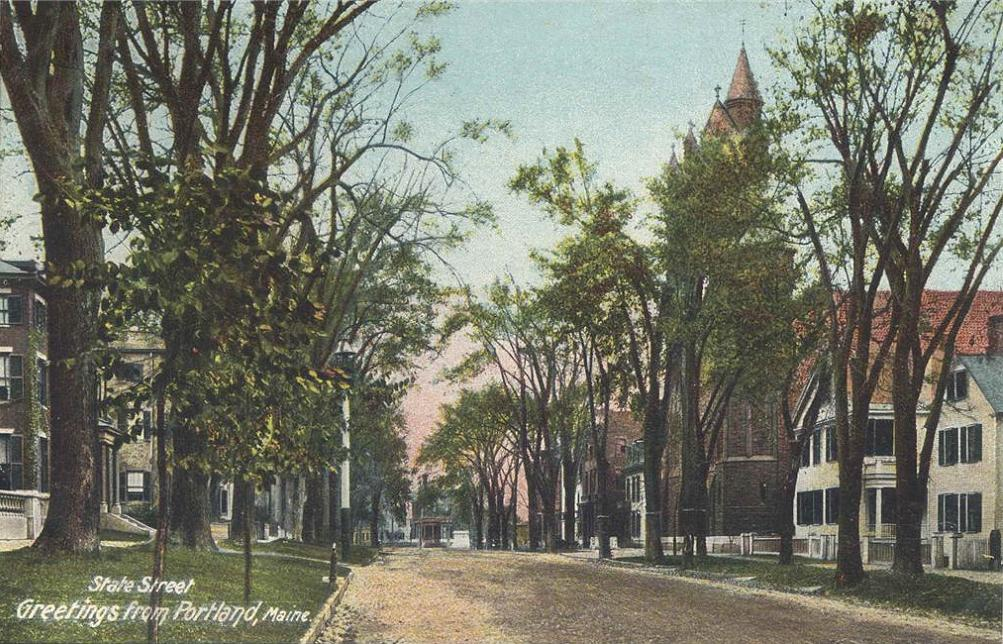
Calle State c. 1906
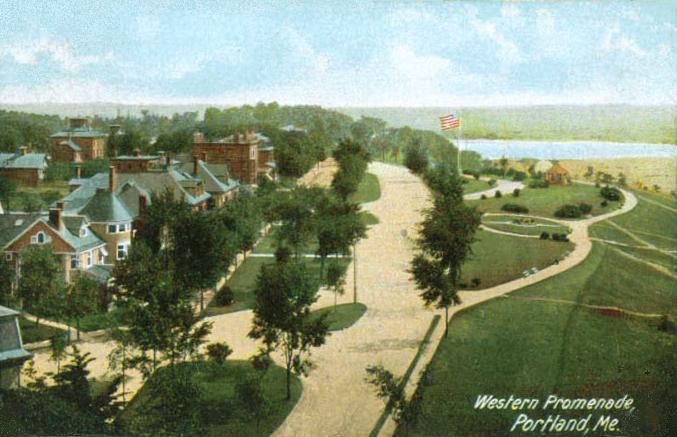
Western Promenade c. 1908

## Arquitectura del West End

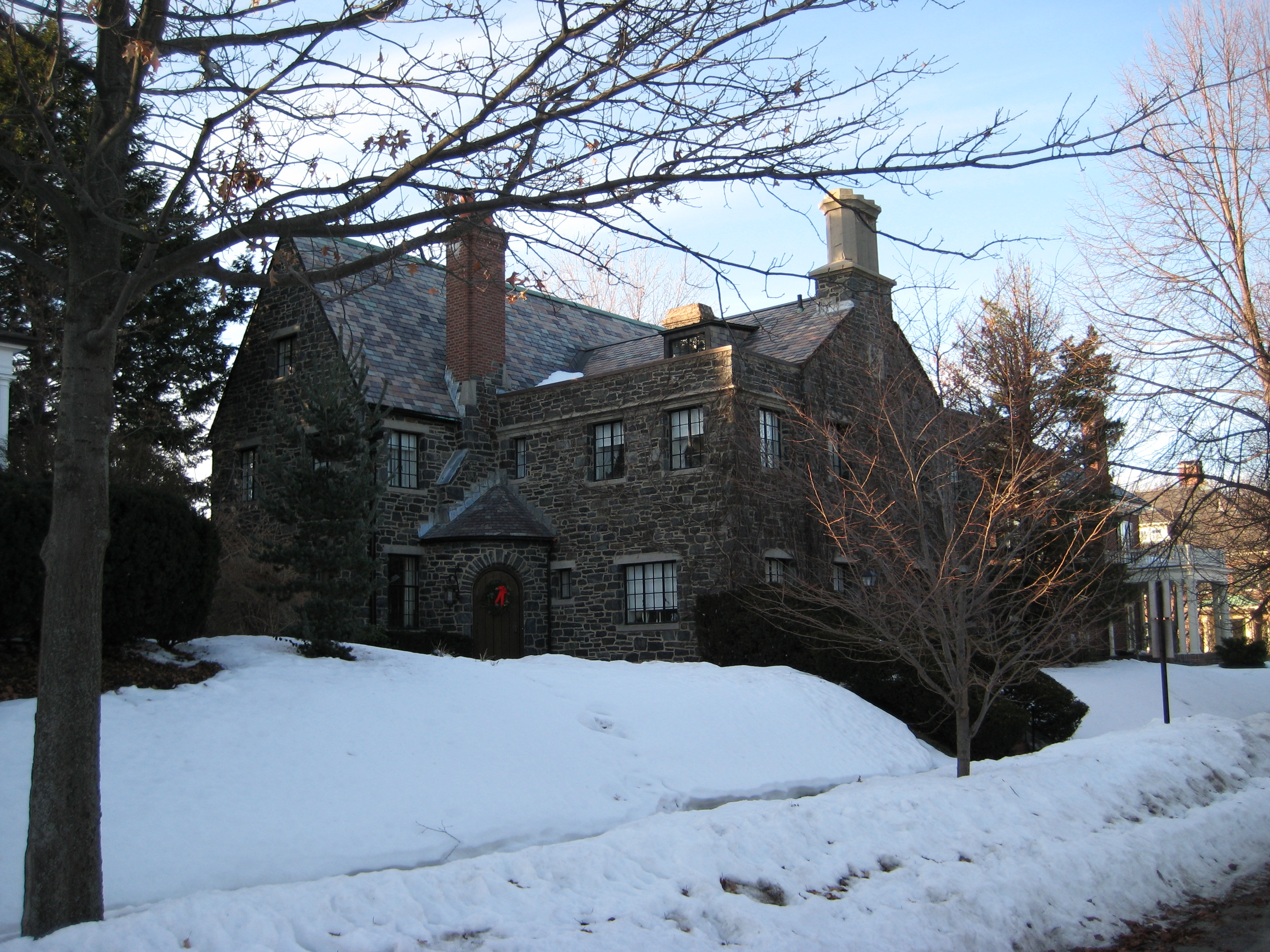
Una casa en la calle Chadwick
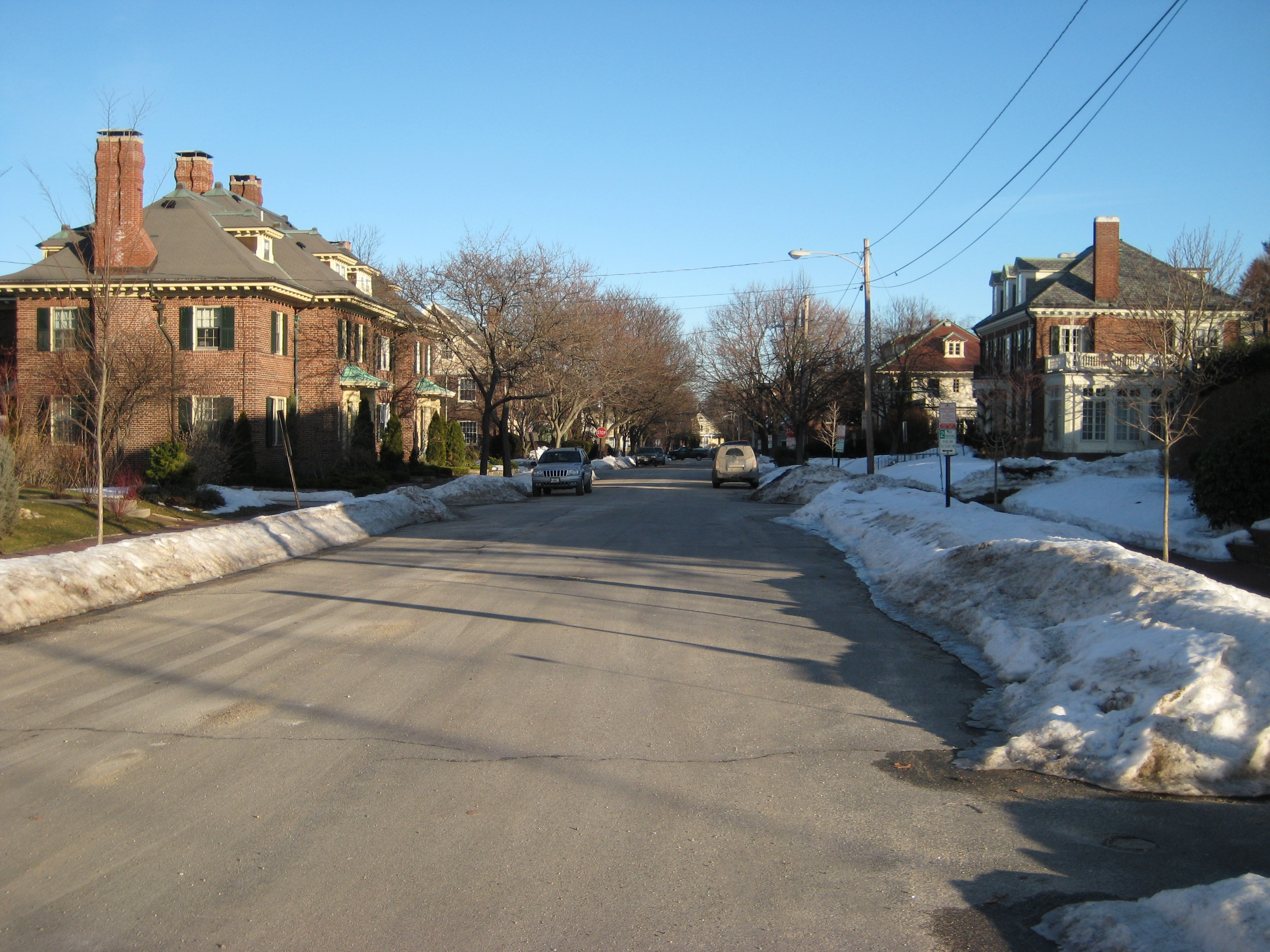
Una vista de la calle Carroll
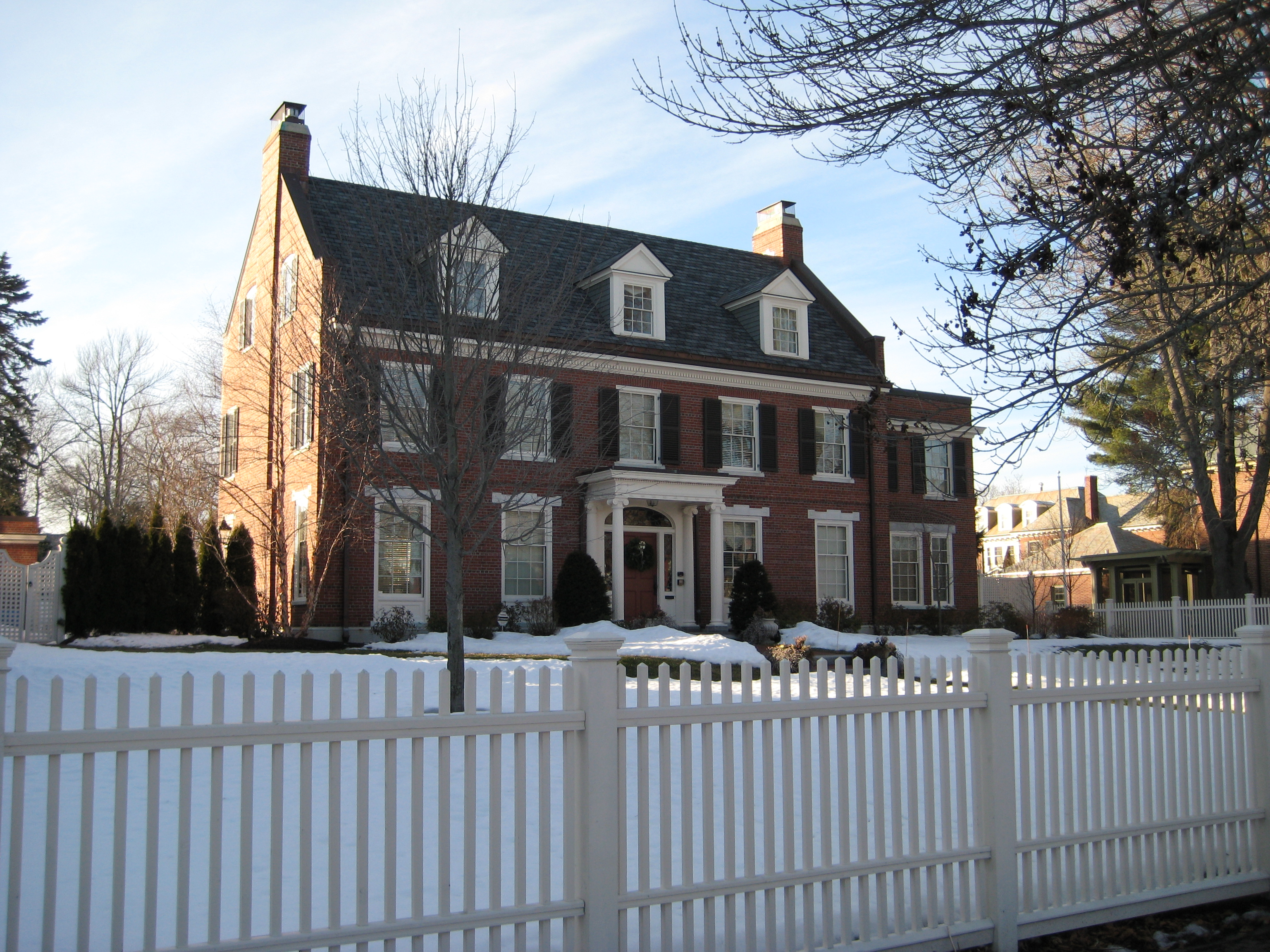
Una residencia de la calle Vaughan
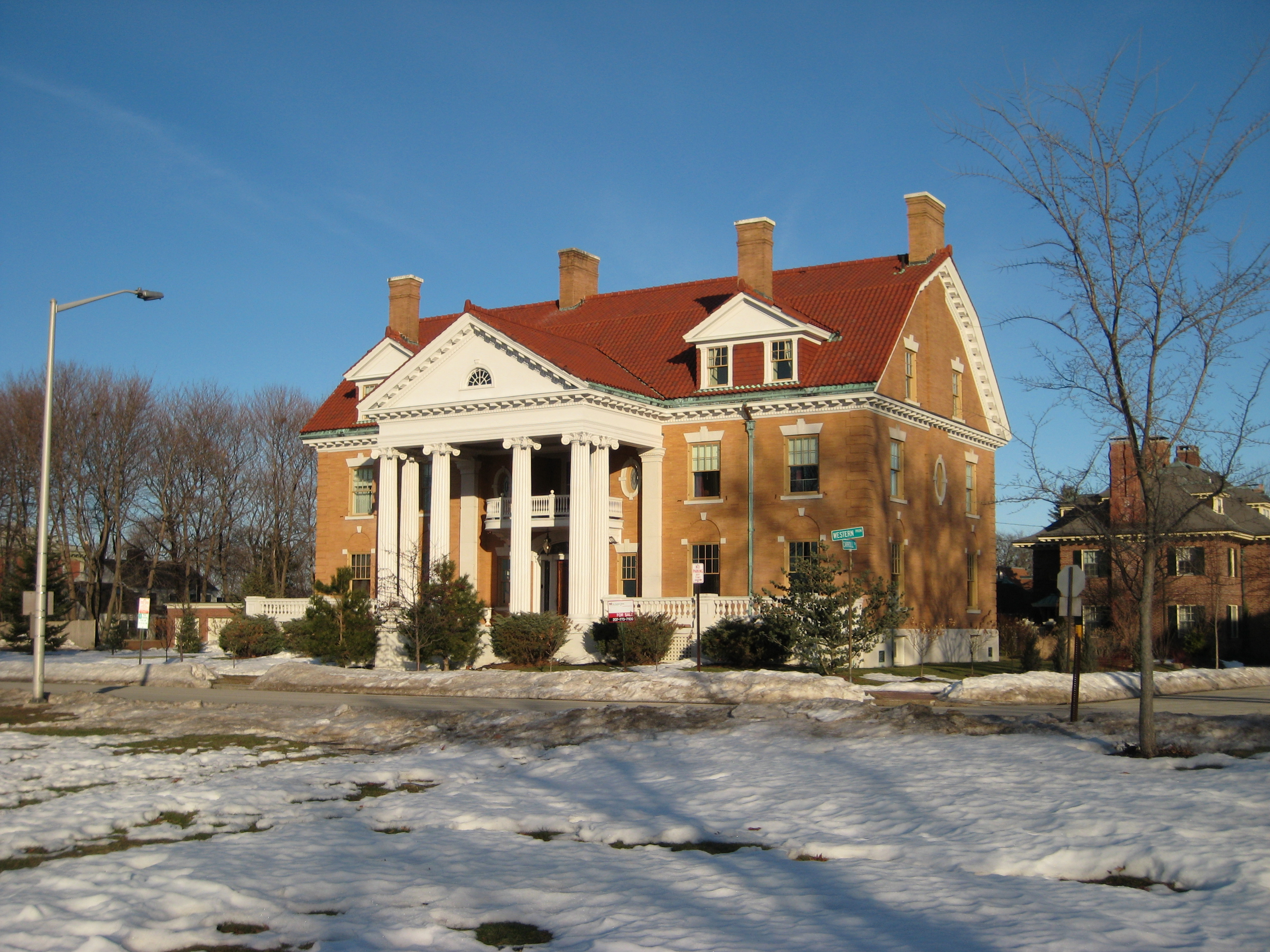
La mansión oeste en el paseo marítimo occidental